# Kane (Illinois)
Kane és una població dels Estats Units a l'estat d'Illinois. Segons el cens del 2000 tenia 459 habitants.

## Demografia
Segons el cens del 2000, Kane tenia 459 habitants, 174 habitatges, i 128 famílies. La densitat de població era de 328,2 habitants/km².
Dels 174 habitatges en un 36,8% hi vivien nens de menys de 18 anys, en un 60,9% hi vivien parelles casades, en un 9,8% dones solteres, i en un 25,9% no eren unitats familiars. En el 23% dels habitatges hi vivien persones soles el 12,1% de les quals corresponia a persones de 65 anys o més que vivien soles. El nombre mitjà de persones vivint en cada habitatge era de 2,64 i el nombre mitjà de persones que vivien en cada família era de 3,09.
Per edats la població es repartia de la següent manera: un 26,1% tenia menys de 18 anys, un 9,6% entre 18 i 24, un 32% entre 25 i 44, un 20,3% de 45 a 60 i un 12% 65 anys o més.
L'edat mediana era de 34 anys. Per cada 100 dones de 18 o més anys hi havia 101,8 homes.
La renda mediana per habitatge era de 28.125 $ i la renda mediana per família de 31.250 $. Els homes tenien una renda mediana de 25.938 $ mentre que les dones 18.125 $. La renda per capita de la població era d'11.325 $. Aproximadament el 10% de les famílies i l'11,8% de la població estaven per davall del llindar de pobresa.

## Poblacions més properes
El següent diagrama mostra les poblacions més properes.